# Beaumont Trophy
Le Beaumont Trophy est une course cycliste britannique disputée au mois de juin près du village de Stamfordham, en Angleterre. Créé en 1952, il est organisé par le Gosforth Road Club,.
De 2014 à 2017, il fait partie du calendrier de l'UCI Europe Tour en catégorie 1.2.
En 2011, l'épreuve sert de parcours au championnat de Grande-Bretagne sur route. Cette édition est remportée par Bradley Wiggins, devant trois de ses coéquipiers de Sky, Geraint Thomas, Peter Kennaugh et Ian Stannard. En 2018, le Trophée est de nouveau organisé dans le cadre du championnat de Grande-Bretagne sur route, remportés par Connor Swift.

## Palmarès

### Élites Hommes
| Année     | Vainqueur                          | Deuxième                           | Troisième                          |
| --------- | ---------------------------------- | ---------------------------------- | ---------------------------------- |
| 1952      | Stan Blair                         |                                    |                                    |
| 1953      | Don Sanderson                      |                                    |                                    |
| 1954      | Des Robinson (en)                  |                                    |                                    |
| 1955      | Don Sanderson                      |                                    |                                    |
| 1956-1957 | Pas organisé ou résultats inconnus | Pas organisé ou résultats inconnus | Pas organisé ou résultats inconnus |
| 1958      | Bill Baty                          | Norman Baty                        | Stan Malbut                        |
| 1959-1961 | Pas organisé ou résultats inconnus | Pas organisé ou résultats inconnus | Pas organisé ou résultats inconnus |
| 1962      | Derek Hepple                       |                                    |                                    |
| 1963      | Ron Gardener                       | John McMillan                      | Graham Wanless                     |
| 1964      | John Dixon                         |                                    |                                    |
| 1965      | Norman Baty                        |                                    |                                    |
| 1966      | Ray Wetherell                      |                                    |                                    |
| 1967      | Ray Wetherell                      |                                    |                                    |
| 1968      | Ray Wetherell                      |                                    |                                    |
| 1969      | Paul Blackett                      | Ray Wetherell                      | David Watson                       |
| 1970      | Eddie McGourley                    |                                    |                                    |
| 1971      | Ray Wetherell                      |                                    |                                    |
| 1972      | Ray Wetherell                      | Jim Baker                          | Ken Jowett                         |
| 1973      | Joe Waugh (de)                     |                                    |                                    |
| 1974      | Pas organisé ou résultats inconnus | Pas organisé ou résultats inconnus | Pas organisé ou résultats inconnus |
| 1975      | Robin Childes                      |                                    |                                    |
| 1976      | Alan Topp                          | Chris Boyd                         | Ian Spensley                       |
| 1977-1978 | Pas organisé ou résultats inconnus | Pas organisé ou résultats inconnus | Pas organisé ou résultats inconnus |
| 1979      | Paul Blackett                      | J. Monkley                         | Dave McCready                      |
| 1980-1981 | Pas organisé ou résultats inconnus | Pas organisé ou résultats inconnus | Pas organisé ou résultats inconnus |
| 1982      | Richard Healy                      | P. Connelly                        | David Baronowski                   |
| 1983      | Arthur Caygill                     |                                    |                                    |
| 1984-1989 | Pas organisé ou résultats inconnus | Pas organisé ou résultats inconnus | Pas organisé ou résultats inconnus |
| 1990      | Robert Harris                      |                                    |                                    |
| 1991      | Andy Matheson                      |                                    |                                    |
| 1992      | Pas organisé ou résultats inconnus | Pas organisé ou résultats inconnus | Pas organisé ou résultats inconnus |
| 1993      | Richard Moore                      |                                    |                                    |
| 1994      | Paul Curran (en)                   |                                    |                                    |
| 1995      | Mark Walsham                       |                                    |                                    |
| 1996      | Pas organisé ou résultats inconnus | Pas organisé ou résultats inconnus | Pas organisé ou résultats inconnus |
| 1997      | Paul Blackett                      |                                    |                                    |
| 1998      | Elliot Gowland                     | Martin Wallbank                    | Brian Rogers                       |
| 1999      | Ian Childes                        | David Clarke                       | Colin Ash                          |
| 2000      | Billy Mitchinson                   |                                    |                                    |
| 2001      | Glen Turnbull                      |                                    |                                    |
| 2002      | Richard Sutcliffe                  | Kevin Eckersall                    | Christopher Breedon                |
| 2003      | Graham McGarrity                   | Richard King                       | Michael Milen                      |
| 2004      | Mark Wordsworth                    | Wayne Randle (en)                  | Mike Moss                          |
| 2005      | Malcolm Elliott                    | Evan Oliphant                      | Leigh Cowell                       |
| 2006      | Evan Oliphant                      | Robert Partridge                   | Robin Sharman (en)                 |
| 2007      | Russell Downing                    | Malcolm Elliott                    | Chris Newton                       |
| 2008      | Rob Hayles                         | Peter Williams                     | Russell Downing                    |
| 2009      | Bradley Wiggins                    | Russell Downing                    | Mark McNally                       |
| 2010      | Chris Newton                       | Simon Richardson                   | Peter Williams                     |
| 2011      | Bradley Wiggins                    | Geraint Thomas                     | Peter Kennaugh                     |
| 2012      | Russell Downing                    | Chris Opie                         | Marcin Białobłocki                 |
| 2013      | Dean Downing                       | Daniel Barry                       | Niklas Gustavsson                  |
| 2014      | Kristian House                     | Mark Christian                     | Adam Blythe                        |
| 2015      | Chris Latham                       | Thomas Stewart                     | Yanto Barker                       |
| 2016      | Dion Smith                         | Liam Holohan                       | Daniel Bigham                      |
| 2017      | Peter Williams                     | James Gullen                       | Thomas Stewart                     |
| 2018      | Connor Swift                       | Adam Blythe                        | Owain Doull                        |
| 2019      | Rory Townsend                      | Peter Williams                     | Damien Clayton                     |
| 2020      | Pas organisé                       | Pas organisé                       | Pas organisé                       |
| 2021      | Jacob Scott                        | Alexandar Richardson               | Matthew Gibson                     |
| 2022      | Jack Rootkin-Gray                  | Alexandar Richardson               | Ross Lamb                          |
| 2023      | Finn Crockett                      | Jack Rootkin-Gray                  | Max Walker                         |
| 2024      | Oliver Rees                        | William Truelove                   | Thomas Armstrong                   |